# Tiranges

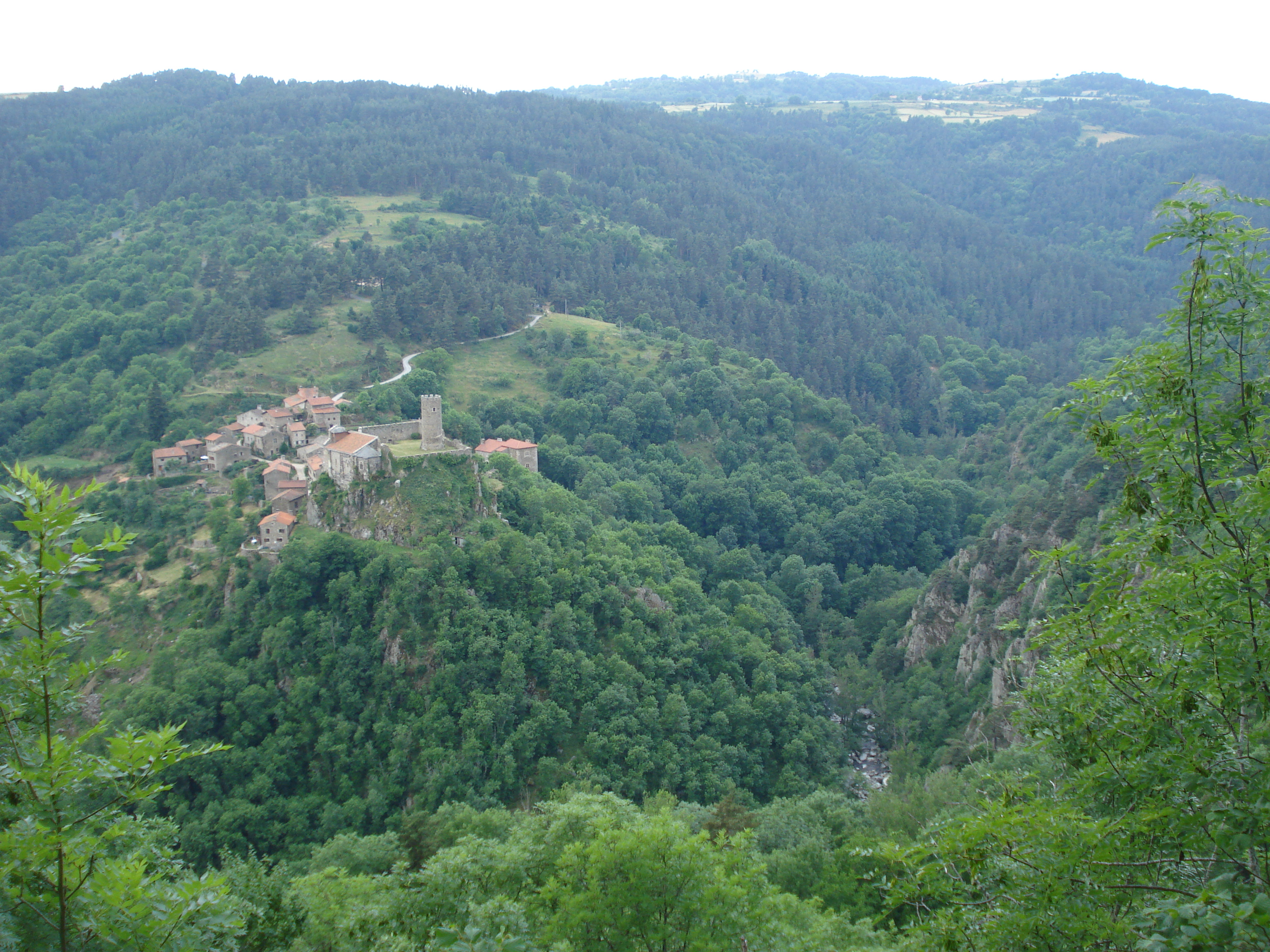

Tiranges is een gemeente in het Franse departement Haute-Loire (regio Auvergne-Rhône-Alpes) en telt 450 inwoners (2005). De plaats maakt deel uit van het arrondissement Yssingeaux.

## Geografie

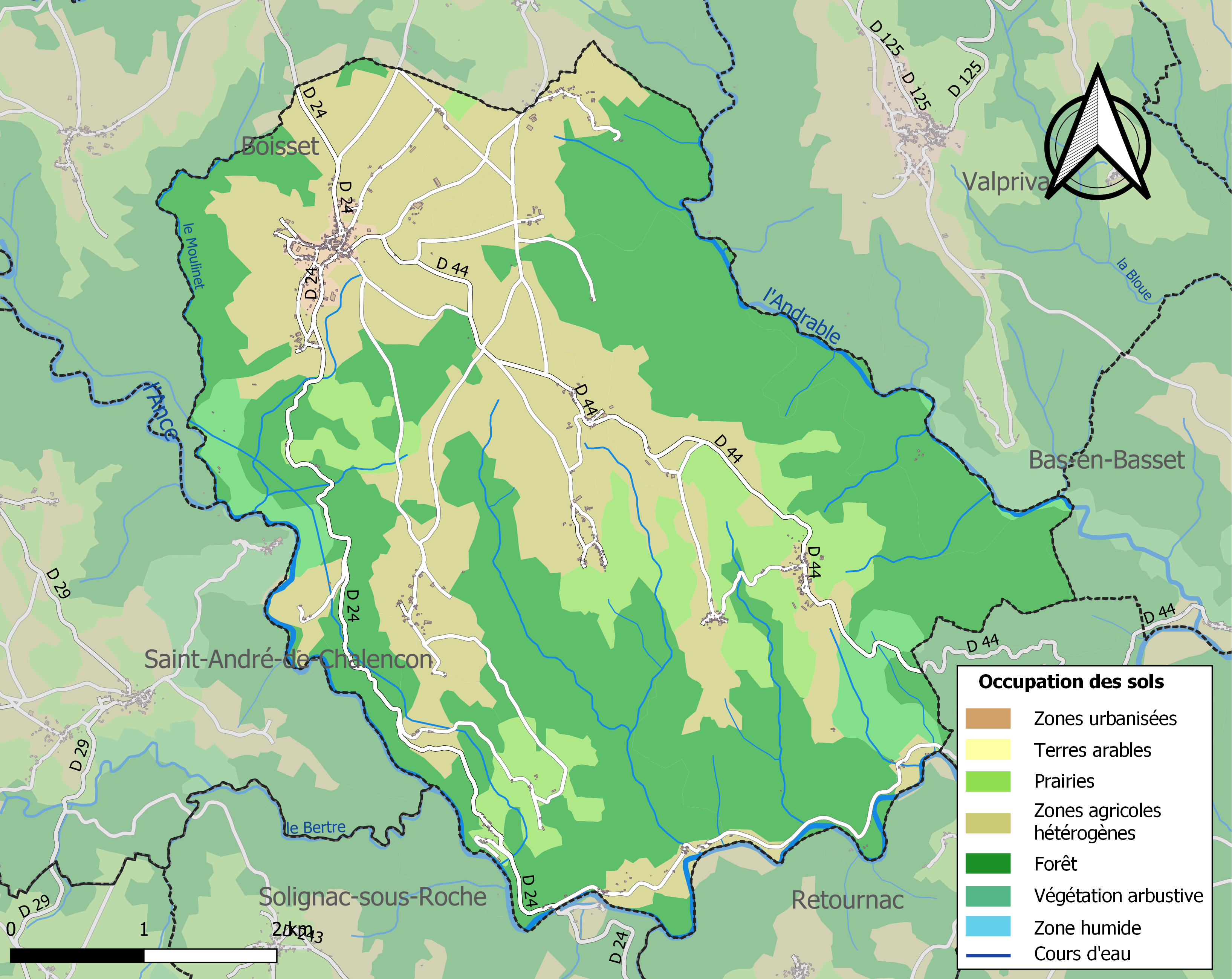
Kaart van de gemeente met de belangrijkste infrastructuur, bodemgebruik en omliggende gemeenten

De oppervlakte van Tiranges bedraagt 26,3 km², de bevolkingsdichtheid is 17,1 inwoners per km².

## Demografie
Onderstaande figuur toont het verloop van het inwonertal (bron: INSEE-tellingen).